# Alcyonium monodi
Alcyonium monodi är en korallart som beskrevs av Tixier-Durivault 1955. Alcyonium monodi ingår i släktet Alcyonium och familjen läderkoraller. Inga underarter finns listade i Catalogue of Life.